# Сіконульф (князь Салернський)
Сіконульф (лат. Siconulfus; †851), перший князь Салернський, брат князя Беневентського Сікарда (832-839), який був убитий своїм воєначальником Радельхізом. Радельхіз усунув Сіконульфа від спадкування престолу і ув'язнив його у Таранто. Мешканці Амальфі звільнили Сіконульфа з тюрми та проголосили його князем у Салерно, що призвело до початку громадянської війни. 
У 847 імператор Священної Римської імперії Лотар I доручив герцогу Сполетському Гі I і неаполітанському дуці Сергію I провести перемовини про поділ великого лангобардського князівства. У 849 король Італії Людовик II Radelgisi et Siginulfi principum Divisio Ducatus Beneventani поділив князівство на два окремих зі столицями у Беневенто і Салерно.
Основними містами князівства були Таранто, Кассано, Козенца, Пестум, Конца, Сарно, Нола, Капуя, Теано і Сора. Після смерті Сіконульфа йому спадкував син Сіко.